# Военно-морские силы Швеции
Военно-морские силы Швеции (швед. Svenska marinen) — один из трёх видов вооруженных сил Швеции.
По состоянию на 2016 год, численность ВМC Швеции составляла 2100 человек.

## Организационный состав

### Штаб ВМС (Marinstaben), ВМБКарлскруна
- 1-я флотилия подводных лодок[2] (швед. 1. ubflj - Första ubåtsflottiljen), Карлскруна
  - дивизион подводных лодок
    - подлодки класса Готланд: HMS Gotland; HMS Halland; HMS Uppland
    - подлодки класса Сёдерманланд: HMS Södermanland; (HMS Östergötland законсервирована)
    - подлодки типа 26 (строятся)

  - силы для подводного спасания: спасательный корабель HMS Belos (A214) и аппараты типа URF
  - отряд спецназа для морского транспорта (Sjötransportenheten (STE)) в оперативного подчинения сил спецопераций
  - корабль радиоразведки: HMS Orion (A201) (подчинен службой радио-технической разведки ВС Försvarets radioanstalt (FRA))

- 3-я флотилия боевых кораблей[3] (швед. 3. sjöstridsflj - Tredje sjöstridsflottiljen), Карлскруна
  - 31-й дивизион корветов (31. korvettdivisionen):
    - корветы класса Висбю: HMS Härnösand (K33), HMS Nyköping (K34), HMS Karlstad (K35)
    - корветы класса Стокгольм: HMS Stockholm (P11), HMS Malmö (P12)
    - дозорные катера типа 82: Dristig (83), Trygg (85), Modig (86)

  - 33-й минно-тральный дивизион (33. minröjningsdivisionen):
    - тральщики класса Костер: HMS Vinga (M75), HMS Ulvön (M77)
    - тральщик-искатель мин класса Спорё: HMS Sturkö (M14)

  - 34-й дивизион поддержки (34. underhållsdivisionen): HMS Carlskrona (P04)
- 4-я флотилия боевых кораблей[4] (швед. 4. sjöstridsflj - Fjärde sjöstridsflottiljen), Гарнизон Ханинге, Берга (район Стокгольма)
  - 41-й дивизион корветов (41. korvettdivisionen):
    - корветы класса Висбю: HMS Visby (K31), HMS Helsingborg (K32)
    - корветы класса Гэвле: HMS Gävle (K22), HMS Sundsvall (K24)
    - дозорные катера типа 82: HMS Djärv (82), HMS Händig (84), HMS Hurtig (87)

  - 42-й минно-тральный дивизион (42. minröjningsdivisionen):
    - тральщики класса Костер: HMS Koster (M73), HMS Kullen (M74), HMS Ven (M76)
    - тральщик-искатель мин класса Спорё: HMS Spårö (M12)

  - 43-й дивизион поддержки (43. underhållsdivisionen): HMS Trossö (A264)
  - 44-й дивизион пловцов-саперов (44. röjdykardivisionen)

- Стокгольмский амфибийный полк (1-й)[5] (швед. 1. Amfibieregementet (Amf 1)), Гарнизон Ханинге, Берга (район Стокгольма)
  - 2-й амфибийный батальон «Батальон Виктория» (2. amfibiebataljonen (Victoriabataljonen))
- Эльвсборгский амфибийный полк (4-й) (Älvsborgs amfibieregemente (Amf 4)), Гарнизон Гётеборг
  - 5-й амфибийный батальон (5. amfibiebataljonen)
  - 17-я рота сторожевых кораблей (17. bevakningsbåtkompaniet), сторожевые катера типа 88 (вариант типа 82): HMS Rapp (88), Stolt (89), Ärlig (90), Munter (91), Orädd (92)
  - 132-я морская рота военной полиции (132. säkerhetskompani sjö)
- Военно-морская база (Marinbasen (MarinB)), Карлскруна
  - военно-морская рота боевого управления (sjöinformationskompaniet)
  - охранительная рота базы (basskyddskompaniet)
  - тыловая рота (logistikkompaniet)
    - тыловой взвод Карлскруна (logistikpluton Karlskrona)
    - тыловой взвод Ханинге (logistikpluton Berga)

  - рота экипажей (ekipagekompaniet), включает вспомогательные суда ВМБ
    - взвод морского транспорта Карлскруна (sjötransportpluton Karlskrona)
    - взвод морского транспорта Ханинге (sjötransportpluton Haninge)
    - часть в Гётеборге (detachement i Göteborg)
- Военно-морская высшая школа (Sjöstridsskolan (SSS)), Карлскруна
  - учебние часты
  - Центр подводной и военно-морской медицины ВС (Försvarsmaktens dykeri och navalmedicinska centrum (FM DNC))
  - Научно-техническое испытательное командование ВМС (Marinens provturskommando (PTK M))

## Пункты базирования
- ВМБ Карлскруна (швед. Marinbasen (MarinB) Karlskrona) (главная, штаб ВМС)
- Гётеборг (Göteborg)
- Мальмё (Malmö)
- Висбю (Visby)
- Мускё (Muskö) (Берга, городской район Стокгольма)
- Хернёсанд (законсервированная)

В составе ВМС только Карлскруна именуется военно-морская база. Остальные базы входят в её состав.

## Военно-морские учебные заведения
- Военно-морская академия (швед. Sjöstridsskolan (SSS)), Карлскруна[6]

## Боевой состав
| Тип                                 | Бортовой номер    | Наименование         | В составе флота   | Состояние         | Примечания                   |
| Подводные лодки-5                   | Подводные лодки-5 | Подводные лодки-5    | Подводные лодки-5 | Подводные лодки-5 | Подводные лодки-5            |
| ----------------------------------- | ----------------- | -------------------- | ----------------- | ----------------- | ---------------------------- |
| Подводные лодки типа «Готланд»      | нет               | HSwMS «Gotland»      | 2 сентября 1996   | в строю           | 1-я флотилия подводных лодок |
| Подводные лодки типа «Готланд»      | нет               | HSwMS «Uppland»      | 1 мая 1997        | в строю           | 1-я флотилия подводных лодок |
| Подводные лодки типа «Готланд»      | нет               | HSwMS «Halland»      | 1 октября 1997    | в строю           | 1-я флотилия подводных лодок |
| Подводные лодки типа «Сёдерманланд» | нет               | HSwMS «Södermanland» | 21 апреля 1989    | в строю           | 1-я флотилия подводных лодок |
| Подводные лодки типа «Сёдерманланд» | нет               | HSwMS «Östergötland» | 10 января 1990    | в строю           | 1-я флотилия подводных лодок |
| Корветы-9(2)                        |                   |                      |                   |                   |                              |
| Корветы типа «Висбю»                | K31               | HSwMS «Visby»        | 16 сентября 2015  | в строю           | 4-я флотилия боевых кораблей |
| Корветы типа «Висбю»                | K32               | HSwMS «Helsingborg»  | 16 декабря 2009   | в строю           | 3-я флотилия боевых кораблей |
| Корветы типа «Висбю»                | K33               | HSwMS «Härnösand»    | 16 декабря 2009   | в строю           | 3-я флотилия боевых кораблей |
| Корветы типа «Висбю»                | K34               | HSwMS «Nyköping»     | 16 сентября 2015  | в строю           | 3-я флотилия боевых кораблей |
| Корветы типа «Висбю»                | K35               | HSwMS «Karlstad»     | 16 сентября 2015  | в строю           | 3-я флотилия боевых кораблей |
| Корветы типа «Гётеборг»             | К21               | HSwMS «Göteborg»     | 15 февраля 1990   | в резерве         | 4-я флотилия боевых кораблей |
| Корветы типа «Гётеборг»             | К22               | HSwMS «Gävle»        | 17 сентября 1990  | в строю           | 4-я флотилия боевых кораблей |
| Корветы типа «Гётеборг»             | К23               | HSwMS «Kalmar»       | 1 сентября 1991   | в резерве         | 4-я флотилия боевых кораблей |
| Корветы типа «Гётеборг»             | К24               | HSwMS «Sundsvall»    | 7 июня 1993       | в строю           | 4-я флотилия боевых кораблей |
| Корветы типа «Гётеборг»             | К11               | HSwMS «Stockholm»    | 1 мая 1986        | в строю           | 3-я флотилия боевых кораблей |
| Корветы типа «Гётеборг»             | К12               | HSwMS «Malmö»        | 1 мая 1986        | в строю           | 3-я флотилия боевых кораблей |
| Сторожевые катера                   |                   |                      |                   |                   |                              |
| Патрульные катера типа «Таппер»     | 81                | HMS «Tapper»         |                   |                   |                              |
| Патрульные катера типа «Таппер»     | 88                | HMS «Rapp»           |                   |                   |                              |
| Патрульные катера типа «Таппер»     | 82                | HMS «Djärv»          |                   |                   |                              |
| Патрульные катера типа «Таппер»     | 90                | HMS «Ärlig»          |                   |                   |                              |
| Патрульные катера типа «Таппер»     | 86                | HMS «Modig»          |                   |                   |                              |
| Патрульные катера типа «Таппер»     | 83                | HMS «Dristig»        |                   |                   |                              |
| Патрульные катера типа «Таппер»     | 84                | HMS «Händig»         |                   |                   |                              |
| Патрульные катера типа «Таппер»     | 85                | HMS «Trygg»          |                   |                   |                              |
| Патрульные катера типа «Таппер»     | 87                | HMS «Hurtig»         |                   |                   |                              |
| Патрульные катера типа «Таппер»     | 89                | HMS «Stolt»          |                   |                   |                              |
| Патрульные катера типа «Таппер»     | 91                | HMS «Munter»         |                   |                   |                              |
| Патрульные катера типа «Таппер»     | 92                | HMS «Orädd»          |                   |                   |                              |
| Минные тральщики                    |                   |                      |                   |                   |                              |
| минные тральщики типа «Landsort»    | (M71)             | HMS «Landsort»       |                   |                   |                              |
| минный тральщик типа «Landsort»     | (M72)             | HMS «Arholma»        |                   |                   |                              |
| минный тральщик типа «Koster»       | (M73)             | HMS «Koster»         |                   |                   |                              |
| минный тральщик типа «Koster»       | (M74)             | HMS «Kullen»         |                   |                   |                              |
| минный тральщик типа «Koster»       | (M75)             | HMS «Vinga»          |                   |                   |                              |
| минный тральщик типа «Koster»       | (M76)             | HMS «Ven»            |                   |                   |                              |
| минный тральщик типа «Koster»       | (M77)             | HMS «Ulvön»          |                   |                   |                              |

Вспомогательные корабли и суда:
- 20 минных тральщиков (4 Styrsö, 1 Utö, 1 Skredsvic, 2 Gassten, 1 Vicksten, 4 Hisingen)
- 120—187 десантных катеров, вооружение — 12,7 мм пулеметы и 40 мм гранатомет.
- 1 корабль радиотехнической разведки Orion.
- 15 вспомогательных кораблей (1 транспорт снабжения, 1 плавучая мастерская; 1 спасательное судно, 2 торпедолова, 8 буксиров, 2 учебных корабля)
- 1 самолет ПЛО CASA C-212-200;

## Префикс кораблей и судов
Корабли и суда ВМФ Швеции имеют префикс HMS (швед. Hans/Hennes Majestäts Skepp — Корабль Его/Её Величества).
Для отличия от кораблей Великобритании используется префикс HSwMS — «His Swedish Majesty’s Ship».

## Флаги кораблей и судов
| Флаг | Гюйс | Вымпел боевых кораблей |
| ---- | ---- | ---------------------- |
|      |      |                        |

### Флаги должностных лиц
| Адмирал                    | Вице-адмирал                | Контр-адмирал    | Коммодор (Флотиллен-адмирал) |
| -------------------------- | --------------------------- | ---------------- | ---------------------------- |
|                            |                             |                  |                              |
| Капитан 1-го ранга         | Капитан 2-го или 3-го ранга | Младший офицер   | Командир эскадры кораблей    |
|                            |                             |                  |                              |
| Командир флотилии кораблей | Командир дивизиона кораблей | Старший на рейде |                              |
|                            |                             |                  |                              |

## Знаки различия

### Адмиралы и офицеры
| Категории               | Адмиралы      | Адмиралы   | Адмиралы     | Адмиралы      | Старшие офицеры    | Старшие офицеры    | Старшие офицеры    | Младшие офицеры   | Младшие офицеры   | Младшие офицеры |
| ----------------------- | ------------- | ---------- | ------------ | ------------- | ------------------ | ------------------ | ------------------ | ----------------- | ----------------- | --------------- |
|                         |               |            |              |               |                    |                    |                    |                   |                   |                 |
| Шведское звание         | Amiral        | Viceamiral | Konteramiral | Flotiljamiral | Komendör           | Kommendörkapten    | Örlogskapten       | Kapten            | Löjtnant          | Fänrik          |
| Российское соответствие | Адмирал флота | Адмирал    | Вице-адмирал | Контр-адмирал | Капитан 1-го ранга | Капитан 2-го ранга | Капитан 3-го ранга | Капитан-лейтенант | Старший лейтенант | Лейтенант       |

### Сержанты и матросы
| Категории               | Унтер-офицеры      | Унтер-офицеры | Унтер-офицеры                | Унтер-офицеры    | Сержанты и старшины | Сержанты и старшины | Сержанты и старшины | Матросы    | Матросы    | Матросы    | Матросы    | Матросы |
| ----------------------- | ------------------ | ------------- | ---------------------------- | ---------------- | ------------------- | ------------------- | ------------------- | ---------- | ---------- | ---------- | ---------- | ------- |
|                         |                    |               |                              |                  |                     |                     |                     |            |            |            |            |         |
| Шведское звание         | Flottiljförvaltare | Förvaltare    | Flaggstyrman                 | Förste styrman   | Sergeant            | Korpral             | Vicekorpral         | Menig 1kl^ | Menig 1kl³ | Menig 1kl² | Menig 1kl¹ | Menig   |
| Российское соответствие | Старший мичман     | Мичман        | Главный корабельный старшина | Главный старшина | Старшина 1-й статьи | Старшина 2-й статьи | Старший матрос      | нет        | нет        | нет        | нет        | Матрос  |

- ¹ 1-й год службы
- ² 2-й год службы
- ³ 3-й год службы
- ^ 4-й год службы